# Музей мистецтва та історії юдаїзму (Париж)
Паризький музей мистецтва та історії юдаїзму (фр. Musée d'Art et d'Histoire du Judaïsme) було відкрито у 1998 році з метою ознайомити відвідувачів з найважливішими поняттями й засадами юдейської культури.

## Експозиція
Музей організований таким чином, що кожен зал (крім першого) становить окрему тему, визначену конкретним часом і місцем:
1. Вступ
2. Євреї в середньовічній Франції
3. Євреї Італії від епохи Відродження до XVIII століття
4. Ханука
5. Амстердам, зустріч двох діаспор
6. «У наступному році в Єрусалимі!»
7. Світ ашкеназі
8. Світ сефардів
9. Інтеграція в сучасне суспільство — Франція XIX століття
10. Інтелектуальні й політичні рухи в Європі кінця XIX — початку XX століття
11. Євреї в мистецтві XX століття
12. Бути євреєм в Парижі 1939 року
13. Сучасний єврейський світ

З нагоди проведення в 2006 році виставки, присвяченої «справі Дрейфуса», музей розбудував експозицію з цієї теми й пропонує консультацію в режимі онлайн більше 3000 документів справи Дрейфуса. 

## Практична інформація
Музей розташований у Парижі, район Маре, найближчі станції метро — Rambuteau і Hôtel de Ville.
Адреса: 71, rue du Temple, 75003 Paris.
Музей відкритий щодня крім суботи.
Години роботи: з 11:00 до 18:00, в неділю з 10:00.